# Ellenista (studioso)
Si definisce ellenista o grecista uno studioso che si occupa della lingua, della letteratura e della civiltà in senso lato dell'Antica Grecia.

## Storia
Dopo l'occupazione della Giudea da parte di Alessandro Magno e, alla sua morte (323 a.C.) il passaggio alle dinastie tolemaica prima e seleucide poi, il termine "ellenista" veniva dato agli Ebrei che si esprimevano in lingua greca, o seguivano i costumi greci. Il termine venne dato anche agli autori in greco della Bibbia, la cosiddetta "Bibbia dei Settanta".

## XI secolo
- Giacomo da Venezia (XI sec.)

## XIV secolo
- Jacopo d'Angelo (1360-1410)
- Giovanni Aurispa (1376-1459)
- Francesco Filelfo (1398-1481)

## XV sec.
- Gregorio Tifernate (1414-1462)
- Giorgio Merula (1430-1494)
- Costantino Lascaris (1434-1501)
- Urbano Bolzanio (1442-1524)
- Francesco Maturanzio (1443-1518)
- Giorgio Valla (1447-1500)
- Scipione Forteguerri (1466-1515)
- Marco Musuro (1470-1517)

## XVI sec.
- Alessandra Scala (1475-1506)
- Lazzaro Bonamico (1479-1552)
- Francesco Maurolico (1494-1575)
- Rutgerus Rescius (1497-1545)
- Federico Commandino (1509-1575)
- Hieronymus Wolf (1516-1580)
- Girolamo Mei (1519-1594)
- Flaminio de' Nobili (1530-1590)
- Francesco Barozzi (1537-1604)
- Ascanio Persio (1554-1610)
- George Chapman (1559-1634)

## XVII sec.
- Girolamo Aleandro (1574-1629)
- Pierre Stockmans (1608-1671)
- Anton Maria Salvini (1653-1729)

## XVIII sec.
- Raimondo Cunich (1719-1794)
- Melchiorre Cesarotti (1730-1808)
- Pasquale Baffi (1749-1799)
- Gaetano d'Ancora (1751-1816)
- Friedrich August Wolf (1759-1824)
- Dionigi Strocchi (1762-1850)
- Paul-Louis Courier (1772-1825)
- Samuel Butler (1774-1839)
- August Boeckh (1785-1867)
- August Immanuel Bekker (1785-1871)
- Franz Passow (1786-1833)
- Joseph-Daniel Guigniaut (1794-1876)

## XIX sec.
- Johan Nicolai Madvig (1804-1886)
- Tommaso Pace (1807-1887)
- Robert Scott (1811-1887)
- Henry G. Liddell (1811-1898)
- Johannes Cornelius Gerardus Boot (1811-1901)
- Jacob Burckhardt (1818-1897)
- Marco Pechenino (1820-1900)
- Georges Perrot (1832-1914)
- Anatole Bailly (1833-1911)
- Domenico Comparetti (1835-1927)
- Benedetto Bonazzi (1840-1915)
- Friedrich Nietzsche (1844-1900)
- Giacomo Lumbroso (1844-1925)
- Erwin Rohde (1845-1898)
- Hermann Diels (1848-1922)
- Ulrich von Wilamowitz-Moellendorff (1848-1931)
- Giuseppe Fraccaroli (1849-1918)
- Girolamo Vitelli (1849-1935)
- Jane Ellen Harrison (1850-1928)
- Emidio Martini (1852-1940)
- Frank Bigelow Tarbell (1853-1920)
- J. P. Postgate (1853-1926)
- Vito Domenico Palumbo (1854-1918)
- Federico Halbherr (1857-1930)
- John Bagnell Bury (1861-1927)
- Richard August Reitzenstein (1861-1931)
- Gustave Glotz (1862-1935)
- Lorenzo Rocci (1864-1950)
- Antoine Meillet (1866-1936)
- Nicola Festa (1866-1940)
- Paul Kretschmer (1866-1956)
- Franz Boll (1867-1924)
- Edmund Yard Robbins (1867-1942)
- Gaetano De Sanctis (1870-1957)
- Ettore Romagnoli (1871-1938)
- Theodore Makridi Bey (1872-1940)
- Walter Friedrich Otto (1874-1958)
- Martin Persson Nilsson (1874-1967)
- Augusto Mancini (1875-1957)
- Felix Jacoby (1876-1959)
- Manara Valgimigli (1876-1965)
- Gustave Lefebvre (1879-1957)
- Achille Vogliano (1881-1953)
- Paul Friedländer (1882-1968)
- Raymond Janin (1882-1972)
- Herbert Jennings Rose (1883-1961)
- Albert Debrunner (1884-1958)
- Walther Kranz (1884-1960)
- Giulio Giglioli (1886-1957)
- Werner Jaeger (1888-1961)
- Eduard Fraenkel (1888-1970)
- Giulio Giannelli (1889-1980)
- Eric Dodds (1893-1979)
- Emilie Boer (1894-1980)
- Carsten Høeg (1896-1961)
- Albin Lesky (1896-1981)
- Bruno Snell (1896-1986)
- Karl Otfried Müller (1897-1940)
- Károly Kerényi (1897-1973)
- Elias Bickerman (1897-1981)
- Raffaele Cantarella (1898-1977)
- Bruno Lavagnini (1898-1992)
- Pierre Chantraine (1899-1974)
- Mario Untersteiner (1899-1981)

## XX sec.
- Gennaro Perrotta (1900-1962)
- Ranuccio Bianchi Bandinelli (1900-1975)
- Quintino Cataudella (1900-1984)
- Hjalmar Frisk (1900-1984)
- Milman Parry (1902-1935)
- Carlo Diano (1902-1974)
- Margherita Guarducci (1902-1999)
- Joseph Eddy Fontenrose (1903-1986)
- Thomas Bertram Lonsdale Webster (1905-1974)
- William Keith Chambers Guthrie (1906-1981)
- Carlo Gallavotti (1909-1992)
- María Rosa Lida de Malkiel (1910-1962)
- Herbert Bloch (1911-2006)
- Filippo Maria Pontani (1913-1983)
- Jean-Pierre Vernant (1914-2007)
- Bernard Knox (1914-2010)
- Bruno Gentili (1915-2014)
- Renato Romizi (1915-2014)
- Giorgio Colli (1917-1979)
- Dino Pieraccioni (1920-1989)
- Donald Russell (1920-2020)
- John Pinsent (1922-1995)
- Hugh Lloyd-Jones (1922-2009)
- Carlo Ferdinando Russo (1922-2013)
- Francisco Rodríguez Adrados (1922-2020)
- Giovanni Tarditi (1923-1996)
- Marcello Gigante (1923-2001)
- Giuseppe Nenci (1924-1999)
- Renato Del Gaudio (1925-1997)
- Giuseppe Rosati (1927-2005)
- Bertrand Bouvier (1929-2025)
- Pierre Vidal-Naquet (1930-2006)
- Giovanni Reale (1931-2014)
- Walter Burkert (1931-2015)
- Giuseppe Pompella (1932-2009)
- Franco Mosino (1932-2015)
- Robert Fagles (1933-2008)
- Dario Del Corno (1933-2010)
- Enzo Degani (1934-2000)
- Vincenzo Di Benedetto (1934-2013)
- Joachim Latacz (1934-)
- Marcel Detienne (1935-2019)
- Eva Cantarella (1936-)
- Martin Litchfield West (1937-2015)
- Giovanni Sciamarelli (1938-)
- Salvatore Nicosia (1940-)
- Nicola Crocetti (1940-)
- Salvatore Settis (1941-)
- Gregory Nagy (1942-)
- Claude Calame (1943-)
- Dimitri Gutas (1945-)
- Bernard Sergent (1946-)
- Pauline Schmitt-Pantel (1947-)
- Antonio Aloni (1947-2016)
- Giulio Guidorizzi (1948-)
- Ezio Savino (1949-2014)
- Francesco Bossi (1949-2014)
- Franco Montanari (1950-)
- Laurent Pernot (1955-)